# Samuel Laurent
Pour les articles homonymes, voir Laurent (patronyme).
Ne doit pas être confondu avec son homonyme Samuel Laurent, journaliste français ayant travaillé notamment au journal Le Monde.
Samuel Laurent, né à Montbéliard le 19 novembre 1973, est un essayiste spécialisé dans l'islamisme, « consultant international » et dirigeant sportif français. Il occupe entre juillet 2019 et août 2023 le poste de directeur général au sein du Football Club Sochaux-Montbéliard et notamment durant la relégation administrative du club en National 1 pour la saison 2023-2024.

## Biographie
Il arrête ses études à 16 ans, après avoir obtenu son baccalauréat et voyage à travers la Chine puis en Asie. Durant ces voyages, il apprend le mandarin qu'il parle couramment. Il affirme avoir combattu en Birmanie au côté de l'armée Karen de libération nationale. Cependant la rébellion birmane conteste sa participation au conflit dans un message publié sur Twitter : « Jihadisme: si tu mens, nous nous en moquons. Mais ta fausse participation à notre combat, cela nous importe. Efface tes mensonges MAINTENANT ! ».

### Critiques de son travail sur l'islamisme
Il publie trois ouvrages publiés au Seuil en 2013 et 2014 dans lesquels il traite de l'État islamique, d'Al-Qaïda en France et des jihadistes en Libye et au Sahel. Dans ses livres, il interroge des membres d'organisations terroristes notamment l'État islamique et Al-Qaïda et décrit son travail d'enquête sur le terrain, principalement en Libye. Samuel Laurent est très critique sur les interventions françaises en Libye (qu'il qualifie d'« échec retentissant ») et au Mali. Il est régulièrement invité sur les plateaux de télévision (Canal + et BFM TV notamment) où il est présenté comme « consultant international » et spécialiste de l'islamisme.
Un nombre important de ses affirmations sont critiquées et considérées comme exagérées. Ainsi, il estime le nombre de français dans les rangs de l'État islamique à 2000 alors que le ministère de l'Intérieur les évalue à moins de 400 en Irak et en Syrie. Il est aussi accusé de gonfler le nombre de combattants et les ressources de l'organisation. Les rencontres de Samuel Laurent avec des djihadistes français et un émir d’Al-Qaïda sont également remises en cause. Enfin, la nature de ses liens avec les dirigeants d'Al-Qaïda et les révélations qui lui auraient été faites sont jugées peu crédibles par les services de renseignements français.

### Dirigeant sportif
En juillet 2019, il est nommé directeur général du Football Club Sochaux-Montbéliard grâce à son amitié avec Zhong Naixiong (en), fondateur du groupe chinois Nenking (en) et propriétaire du club. En novembre 2020, il est impliqué dans une rixe au centre-ville de Montbéliard après avoir proposé à une serveuse d'un restaurant où il déjeunait de « payer en nature ».
Durant les trois saisons suivant sa prise de fonction, le club connaît une progression sportive notable : il termine 14e de Ligue 2 lors de la saison 2019-2020, 7e en 2021 et finalement se classe 5e de la saison 2021-2022 en échouant lors du match 2 des barrages de promotion contre l'AJ Auxerre.
A l'issue de cette saison, le Dijon FCO souhaite recruter l’entraîneur du FC Sochaux-Montbéliard, Omar Daf, sous contrat pendant encore un an avec le club franc-comtois. Samuel Laurent dément d'abord ces informations avant de parler de « coup de poignard dans le dos » et indique ne pas souhaiter laisser partir son entraîneur à moins d'une indemnité d'un million d'euros. Omar Daf explique vouloir quitter le club en raison de « déclarations contradictoires et mensongères » le concernant, il déplore que le projet sportif se construise « sans prendre en compte ni ses avis ni ses choix concernant autant les arrivées que les départs de joueurs dans le cadre du prochain mercato ». Il indique également que « la direction a également cherché à saper son autorité à plusieurs reprises ». Enfin, il conclut en précisant ne partager « ni les mêmes valeurs ni la même éthique » que la direction sportive du club. Le 17 juin 2022, le contrat de l'entraineur sénégalais est rompu d'un commun accord.
Alors que le club est de plus en plus lourdement déficitaire, le groupe Nenking verse dix millions d'euros en juin 2022 mais refuse de le refaire à l'issue de la saison 2022-2023, achevée à une décevante 9e place, ce qui pousse le club à sa relégation administrative en National 1 et le fait passer très proche d'un dépôt de bilan.  À cette occasion, sa gestion du club est largement critiquée et plusieurs médias pointent du doigt le train de vie du Football Club Sochaux-Montbéliard et les salaires importants accordés à plusieurs joueurs ainsi que l'absence de compétence administrative et financière du directeur général. Il est désigné comme le principal responsable de la rétrogradation de son club en National 1.
Le 10 août 2023, le FC Sochaux-Montbéliard est repris par un collectif nommé FCSM 2028 porté par l'ancien président Jean-Claude Plessis et son collaborateur Pierre Wantiez. Samuel Laurent est licencié et indique repartir en Afrique pour continuer à servir les intérêts  de Zhong Naixiong (en). 

## Famille
Il est le fils du journaliste Éric Laurent, le petit neveu de Lucien Laurent, premier buteur de l'histoire de la Coupe du monde de football et le petit-fils de Jean Laurent, ancien joueur du Football Club Sochaux-Montbéliard.
Il a un homonyme, journaliste du journal Le Monde notamment, avec lequel il est parfois confondu.

## Ouvrages
- Sahelistan : De la Libye au Mali, au cœur du nouveau jihad, Paris, Éditions du Seuil, 2013, 384 p. (ISBN 978-2021113358)
- Al-Qaïda en France : révélations sur ces réseaux prêts à frapper, Paris, Éditions du Seuil, 2014, 432 p. (ISBN 978-2757852132)
- L'État islamique, Paris, Éditions du Seuil, 2014, 192 p. (ISBN 978-2-02-122750-5)